# Chris Anker Sørensen

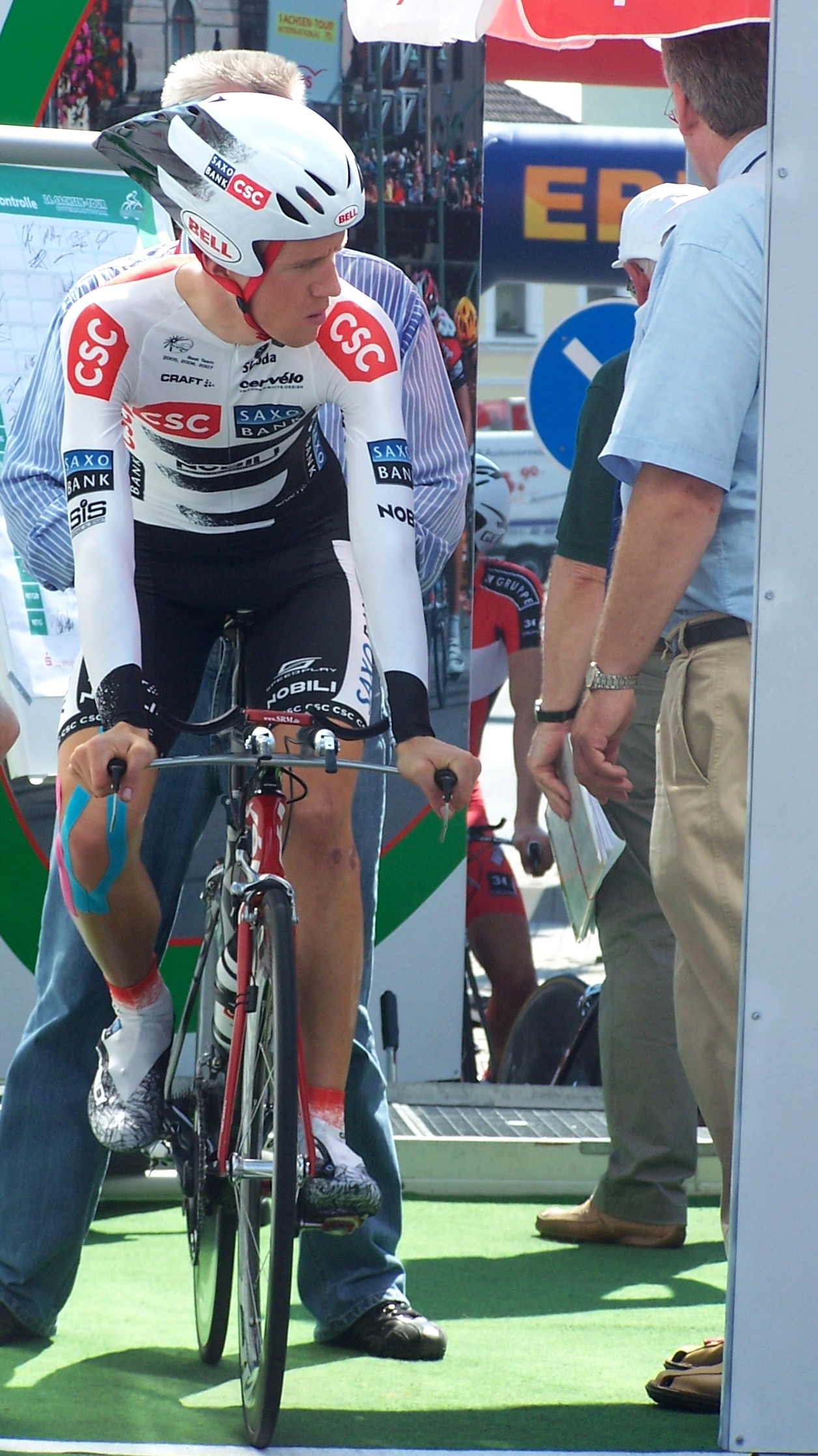
Chris Anker Sørensen under 2008 års Sachsen Tour.

Chris Anker Sørensen, född 5 september 1984 i Hammel, död 18 september 2021 i Zeebrugge, Belgien, var en dansk professionell tävlingscyklist. Han tävlade sedan säsongen 2007 för det danska UCI ProTour-stallet Team CSC-Saxo Bank.
Chris Anker Sørensen blev professionell 2007 med Team CSC-Saxo Bank. Han började cykla seriöst 1997 i cykelklubben i Hammel. Som amatörcyklist tävlade han för det danska stallet Designa Køkken mellan 2005 och 2006. I slutet av säsongen 2005 fick Sørensen prova på att vara professionell, som en så kallad stagiaire, med Team CSC.
Under sin första säsong hjälpte Sørensen bland annat sitt stall Team CSC att vinna lagtempoloppet på Tyskland runt innan han i slutet av tävlingen slutade som sjätte man i sammandraget. Han slutade därmed tvåa i ungdomstävlingen efter nederländaren Robert Gesink. Sørensen slutade också tvåa i Romandiet runts bergstävling efter Laurent Brochard.
Under säsongen 2008 vann Sørensen etapp 6 av Critérium du Dauphiné Libéré genom en soloutbrytning och vann etappen med över en minut framför Pierrick Fédrigo och Levi Leipheimer. Under säsongen vann han också etapp 2 av Österrike runt. Sørensen slutade senare fyra i slutställningen på Österrike runt 2008 och fick därefter tävla för Danmark, tillsammans med landsmännen Nicki Sørensen och Brian Vandborg, i de Olympiska sommarspelens linjelopp samma år. Sørensen slutade på 12:e plats i tävlingen. I mitten av mars 2008 slutade han tvåa i bergstävlingen på Paris-Nice.
Sørensen slutade trea på etapp 2 av Tour du Haut Var bakom Thomas Voeckler och David Moncoutié i februari 2009. Han slutade även tvåa på de danska nationsmästerskapens linjelopp bakom segraren och lagkamraten Matti Breschel. Sørensen tog årets första seger när han vann Japan Cup i oktober 2009.
Chris Anker Sørensen avled  2021 i Belgien, när han under en rekognoseringstur för danska TV2, där han skulle vara kommentator under cykel-VM, blev påkörd av en bilist.

## Meriter
2007
1:a, etapp 2, Tyskland runt (lagtempolopp)
2:a, bergstävling, Romandiet runt
2:a, etapp 1, Katalonien runt (lagtempolopp)
2:a, ungdomstävling, Tyskland runt
2:a,
2008
1:a, etapp 6, Critérium du Dauphiné Libéré
1:a, etapp 2, Österrike runt
2:a, bergstävling, Paris-Nice
2009
1:a, Japan Cup
2:a, Nationsmästerskapen - linjelopp
3:a, etapp 2, Tour du Haut Var

## Stall
- Team CSC-Saxo Bank 2007–